# San Pablo (Miguel Ángel)
San Pablo es una escultura de mármol (1,27 m) de Miguel Ángel, realizada entre 1501 y 1504 y colocada en la Catedral de Santa María de la Asunción en Siena, en el Altar Piccolomini.

## Historia y descripción
Las quince esculturas que debían completar el altar en la capilla de los Piccolomini fueron encargadas a Miguel Ángel en 1501, después de que el artista anteriormente designado para ello, Pietro Torrigiani, había abandonado el proyecto con una sola estatua esculpida. Miguel Ángel empleó un año en cada una de ellas, hasta completarlas en 1504.
Las esculturas para el altar parecen más modestas que otras obras precedentes, probablemente a causa del lugar donde iban a ser colocadas.
La escultura de San Pablo fue probablemente la mejor conseguida, con el personaje cubierto por un amplio manto (ejemplo de Verrocchio) y con una pose de contrapposto (ejemplo de Donatello). El cabello y la expresión de concentración, entre otros, son elementos que anticipan el David.